# ハリル・ウムット・メレル
- ハリル・ウムト・メレル
- ハリル・ウムト・メラー
- ハリル・ウミト・メレル

ハリル・ウムット・メレル（Halil Umut Meler, 1986年8月1日 - ）は、トルコ・イズミル出身のサッカー審判員（国際審判員）。

## 来歴
2013年から国内リーグで審判員活動を始め、2015年9月18日に行われたスュペル・リグ 2015-2016 メディポル・バシャクシェヒルFKvsアクヒサル・ベレディイェスポルの試合でスュペル・リグデビューを果たす。
2017年からFIFA国際審判員リスト登録の国際審判員となり、2017年6月29日のUEFAヨーロッパリーグ 2017-18 予選 ヴォイヴォディナvsルジョムベロク戦で国際審判員デビュー。2022年からはUEFAエリートカテゴリーに登録されている。

### 襲撃被害
2023年12月11日にエルヤマン・スタジアムで行われたスュペル・リグ 2023-24 第15節・アンカラギュジュvsリゼスポルの試合は、ホームのアンカラギュジュが先制するも、この試合の主審を務めたメレルは50分（後半5分）にアンカラギュジュFWアリ・ソウェに対して2枚目のイエローカードを提示して退場処分とする。アディショナルタイムに入り、リゼスポルDFエミルハン・トチュに2枚目のイエローカードを提示して退場処分を下すも、その直後にリゼスポルが同点ゴールを挙げて1-1で引き分けた。
すると試合終了直後、この試合のジャッジに激昂したアンカラギュジュの会長ファルク・コカがピッチ内に乱入しメレルの顔を殴打。更にメレルが倒れ込んだところで2人の男がメレルを蹴るなどの暴行を加えた。メレルは左目周辺を骨折し出血、ピッチ上で応急手当を受けた後に救急車で病院に搬送され緊急入院する騒動となった。
この事件を受け、トルコサッカー連盟 (TFF) は試合翌日、スュペル・リグの無期限停止を決定（12月19日から再開）。アンカラギュジュに対して罰金200リラ（約980万円）とホーム5試合の無観客試合の処分を決定し、殴打事件の主犯であるコカに対しては永久資格停止処分を科した。
「審判（主審）が試合後にクラブ関係者に殴打された」という事件の社会的影響は大きく、トルコ大統領のレジェップ・タイイップ・エルドアンがメレルにお見舞いの電話を入れたほか、FIFA審判委員会のピエルルイジ・コッリーナ委員長が声明を発表する事態となった。
なお、メレルは2024年1月14日に行われた第20節・コンヤスポルvsイスタンブールスポル戦から審判に復帰している。